# Gilbert Lecavelier
Gilbert Lecavelier est une figure de l'extrême droite en France dans les années 1960, lié aux milieux mercenaires de Bob Denard, un mercenaire français impliqué dans de nombreux coups d'État en Afrique, souvent avec l'accord du gouvernement français, à partir de la période des indépendances vers 1960. Il a aussi été un acteur important du Service d'action civique, à la direction du SAC avec Pierre Debizet, expérience qu'il a racontée dans ses livres.

## Biographie
Parachutiste dans l'armée française, Gilbert Lecavelier a milité à la fin de la Guerre d'Algérie à l'OAS. Il est par ailleurs devenu proche de Jean-Marie Le Pen.  Petit, trapu, moustachu, c'est un spécialiste des arts martiaux et du close-combat.
Il a fait partie ensuite, à partir de 1967, du mouvement d'extrême-droite Occident (mouvement politique) pendant de longues années et a par la suite été homme de main du SAC pendant 12 ans, expérience qu'il a racontée dans un livre autobiographique. 
Proche d'un autre ex-parachutiste, Roger Holeindre, il a rejoint le Service d'action civique quelques jours avant les événements de Mai 68, au tout début desquels Roger Holeindre avait été attaqué par un commando gauchiste. Le 8 mai il organise un rapprochement entre le SAC et Occident, sous la surveillance du gouvernement.
Lors du meeting d'Ordre nouveau au Palais des Sports, le 9 mars 1971, il est responsable du service d'ordre de l'organisation d'extrême droite nouvellement créée et à la tête d'un commando  composé d'anciens soldats des guerres d'Indochine et d'Algérie, armés de fusils, revolvers et grenades en provenance de l'armée, pour parer à l'action de groupes d'extrême-gauche voulant empêcher le meeting, tout en étant en contact avec un inspecteur des renseignements généraux de la préfecture de police de Paris. En 1972, il est au cœur d'une affaire de fichier de militants politiques et syndicaux, qui sera critiquée lors d'une émission politique à la télévision, "A armes égales".
Dans son ouvrage "Aux ordres du SAC"", il a évoqué l'affaire des "comploteurs du cap Sigli " et le cas de Mohamed Sadek Benyahia, condamné le 17 juin 1982 à douze ans de détention. Dans la nuit du 10 au 11 décembre 1978 un avion Hercules C 130 marocain avait largué sur la côte kabyle plusieurs ballots d'armes et de munitions, pour équiper 500 hommes, afin de tenter de renverser le régime du président algérien Boumediene, alors à l'agonie, ce qui avait débouché sur l'arrestation d'une dizaine de personnes en contact avec les services secrets de Rabat. Selon lui, Mohamed Sadek Benyahi avait confié le déroulement de l'opération à un proche collaborateur du président Valéry Giscard d'Estaing, ce qui avait amené les autorités françaises à prevenir leurs homologues algériennes.
Il fonda ensuite une société de sécurité à statut privé, basée dans le sud-ouest de la France.